# グリーンスリーヴスによる幻想曲

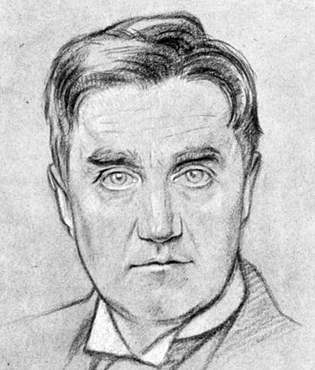
レイフ・ヴォーン・ウィリアムズ

『グリーンスリーヴスによる幻想曲』（英：Fantasia on Greensleeves）は、レイフ・ヴォーン・ウィリアムズが作曲した小管弦楽のための小品である。

## 概要
本作は、ヴォーン・ウィリアムズの作品の中でも最も有名なものであり、イングランドの古い歌『グリーンスリーヴス』に基づく。『グリーンスリーヴス』はエリザベス朝時代から知られており、シェイクスピアの喜劇『ウィンザーの陽気な女房たち』の中でも言及されている。ヴォーン・ウィリアムズはこの喜劇を基にしたオペラ『恋するサー・ジョン』 (Sir John in Love) を1928年に完成したが、その第3幕の間奏曲でこの旋律を用いた。この間奏曲をラルフ・グリーヴズ（Ralph Greaves）が編曲し、独立させた作品が『グリーンスリーヴスによる幻想曲』である。初演は1934年9月27日、ロンドンにおいてヴォーン・ウィリアムズ自身の指揮で行われた。
なお、このグリーヴズの編曲以外にも、様々な編成のための編曲が数多くの人の手で行われているほか、作曲者自身によるピアノ独奏版も存在する。

## 楽器編成
弦楽合奏、ハープ（またはピアノ）、フルート1または2（または独奏ヴァイオリン）

## 楽曲構成
演奏時間は約4分30秒。主に3つの部分からなる。
1. ヘ短調、レント、8分の6拍子でフルート独奏の導入部の後、ヴァイオリンとヴィオラが「グリーンスリーヴス」を奏でる。
2. イ短調、アレグレット、4分の4拍子の中間部ではヴィオラとチェロに新たな旋律が現れるが、これはヴォーン・ウィリアムズがノーフォークで採集した民謡『ラブリー・ジョーン』（Lovely Joan）である。
3. フルート独奏のカデンツァをはさんで再び導入部と「グリーンスリーヴス」に戻り、静かに曲を閉じる。